# Jízda v terénu
Termín Off-road (česky „terén“) je přejatý z angličtiny, kde obecně vyjadřuje jízdní povrch neupravený pro provoz standardních vozidel. Většinou je tento povrch vytvořen přírodní cestou a tvoří jej např. písek, štěrk, mělká voda, bláto, sníh a další materiály. Po těchto cestách dokážou často jezdit nebo je jen překonat pouze vozy speciálně upravené pro provoz v terénu. Česky se jim říká terénní vozidla. Stále častěji se ale používá termín off-road vozidla, hlavně díky výrobcům těchto vozidel, kteří jsou většinou zahraniční. Významnými zástupci kategorie terénních vozidel jsou: Jeep, Land Rover, Hummer nebo Ford. V kategorii těžkých nákladních vozidel do těžkého terénu to jsou zástupci: Kamaz, Zil a také české vozy Tatra a Praga.

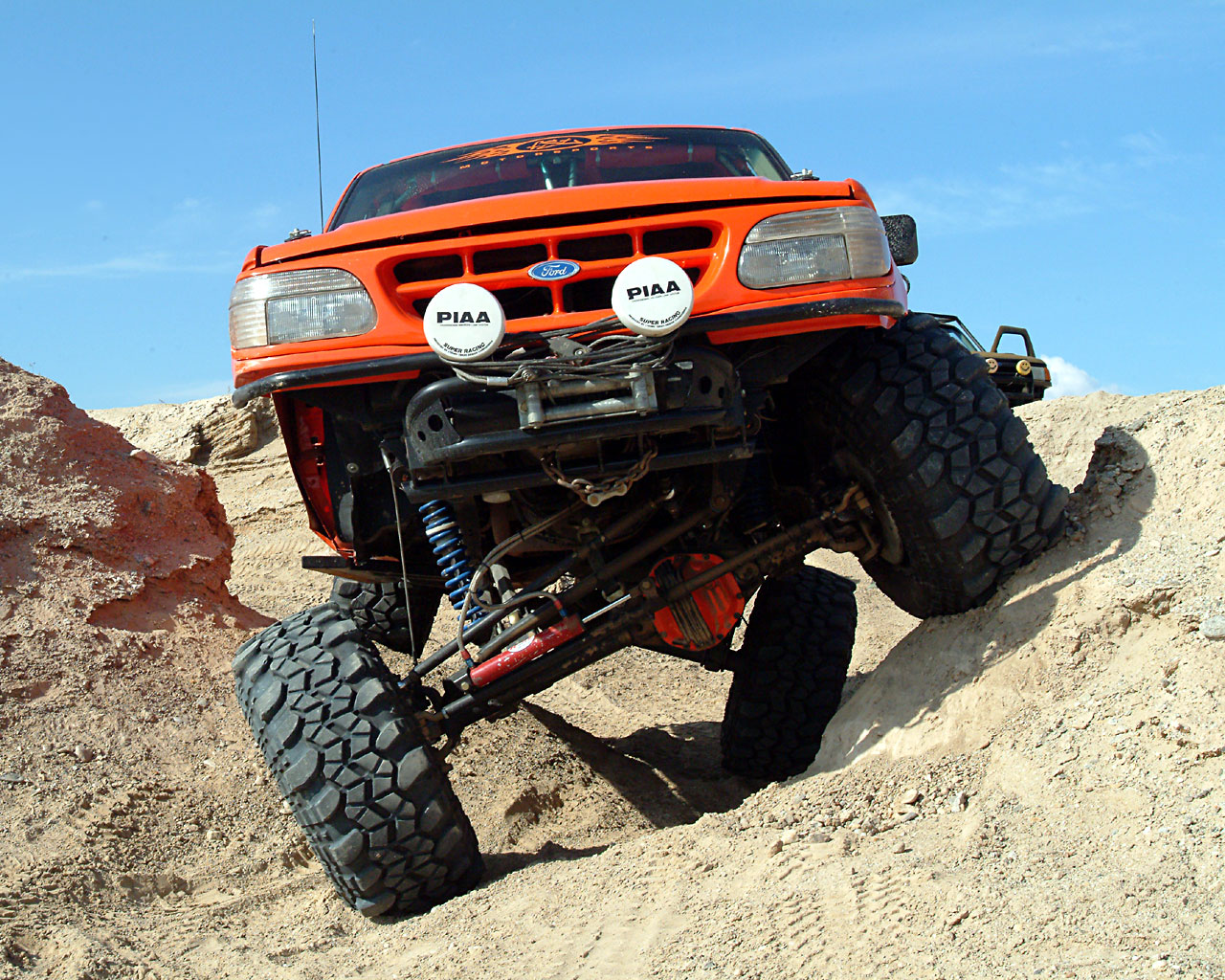
Ford Explorer v členitém terénu
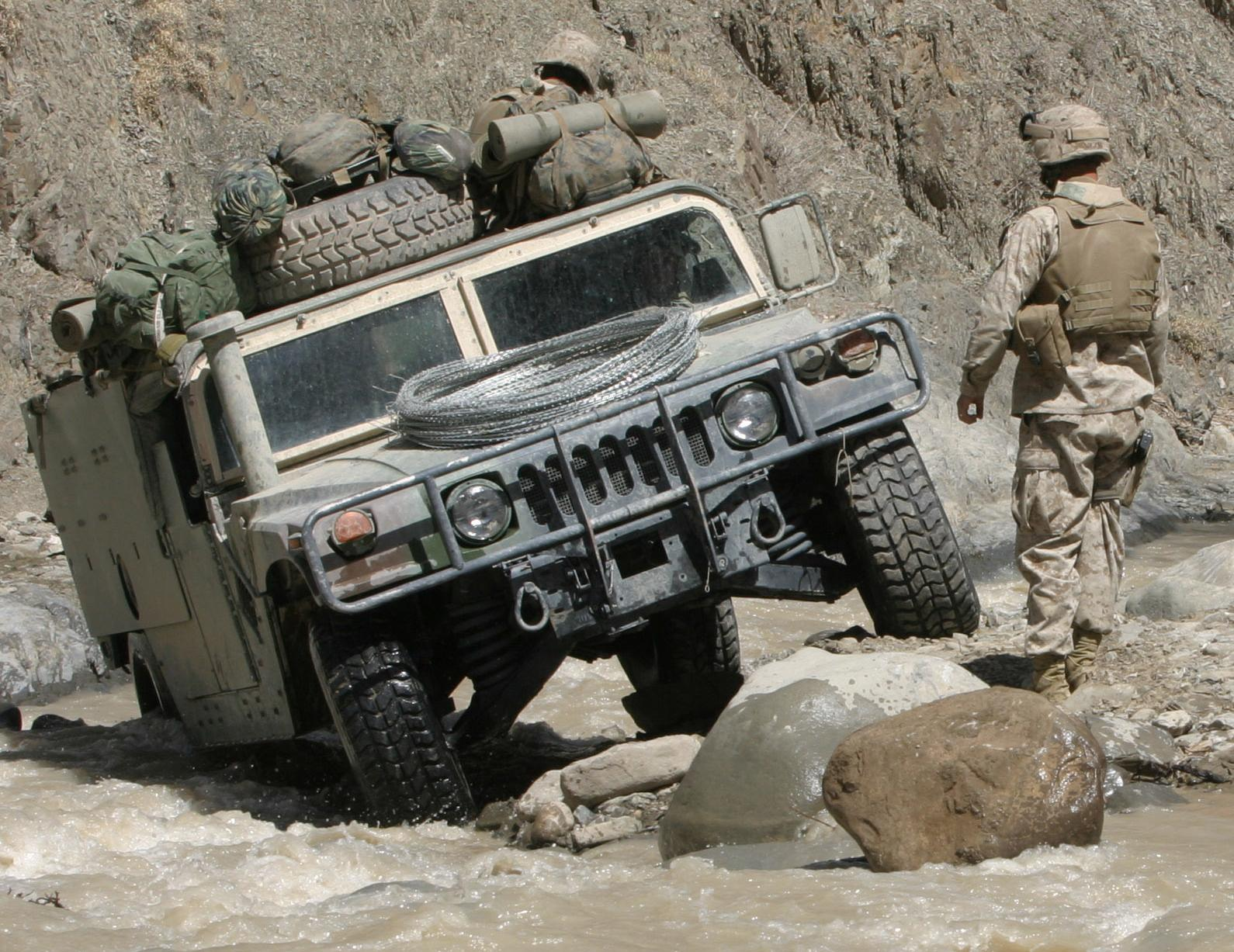
„Humvee“ při zdolávání řeky
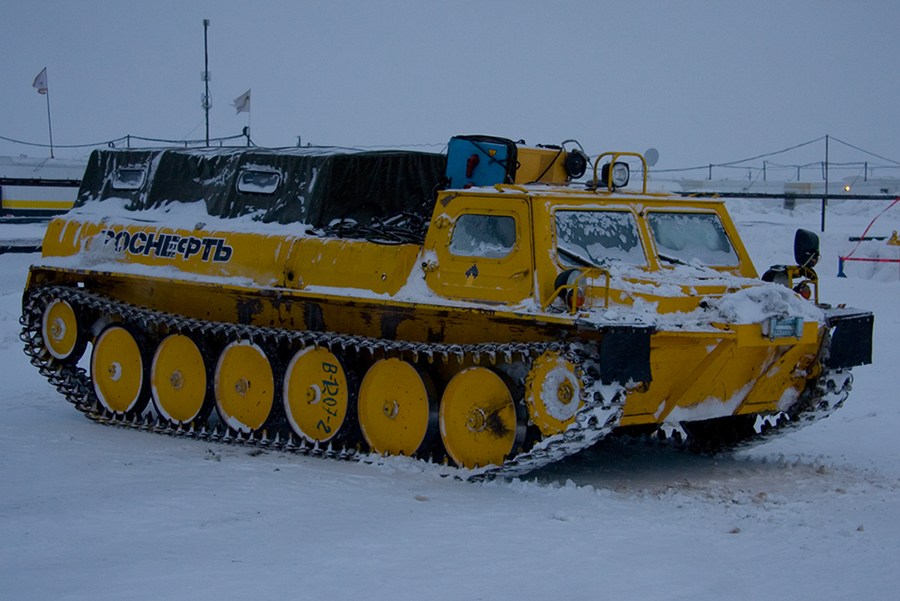
Pásové vozidlo GAZ-34039

## Právní úprava a dopad na životní prostředí
V některých zemích jsou jízdy v terénu zakázány a pokud někde lze vyjet do terénu, je k tomu třeba zvláštní povolení.
Jízda v terénu pomocí terénních vozů je kritizována hlavně kvůli dopadu na životní prostředí. Stálé používání vozidel v terénu může vést k odlesnění, erozi půdy a znečištění místních vodních zdrojů. Společenství uživatelů terénních vozidel však poukazuje na to, že většina jízd v terénu je prováděna odpovědně a lidé, kteří způsobí většinu škod jsou neodpovědní řidiči. Argumentují také tím, že celá off-road komunita by neměla být označována podle několika nezodpovědných jedinců. V tomto směru by se však dalo něco dělat, nicméně většina obyvatel vidí off-road komunitu stejným pohledem jako nezodpovědného jednotlivce, což dále vede k problémům v této oblasti. Vážnost tohoto argumentu pokračuje v podobných kategoriích jako jsou diskuze o těžbě dřeva a urbanizaci.
Nicméně, v České republice není jízda terénním automobilem po nezpevněných komunikacích, které splňují náležitosti účelové komunikace, trestná. Výklad zákona některých "ekologických" organizací není podložen žádným rozhodnutím nezávislé instituce (soud).